# 大格拉迪什泰

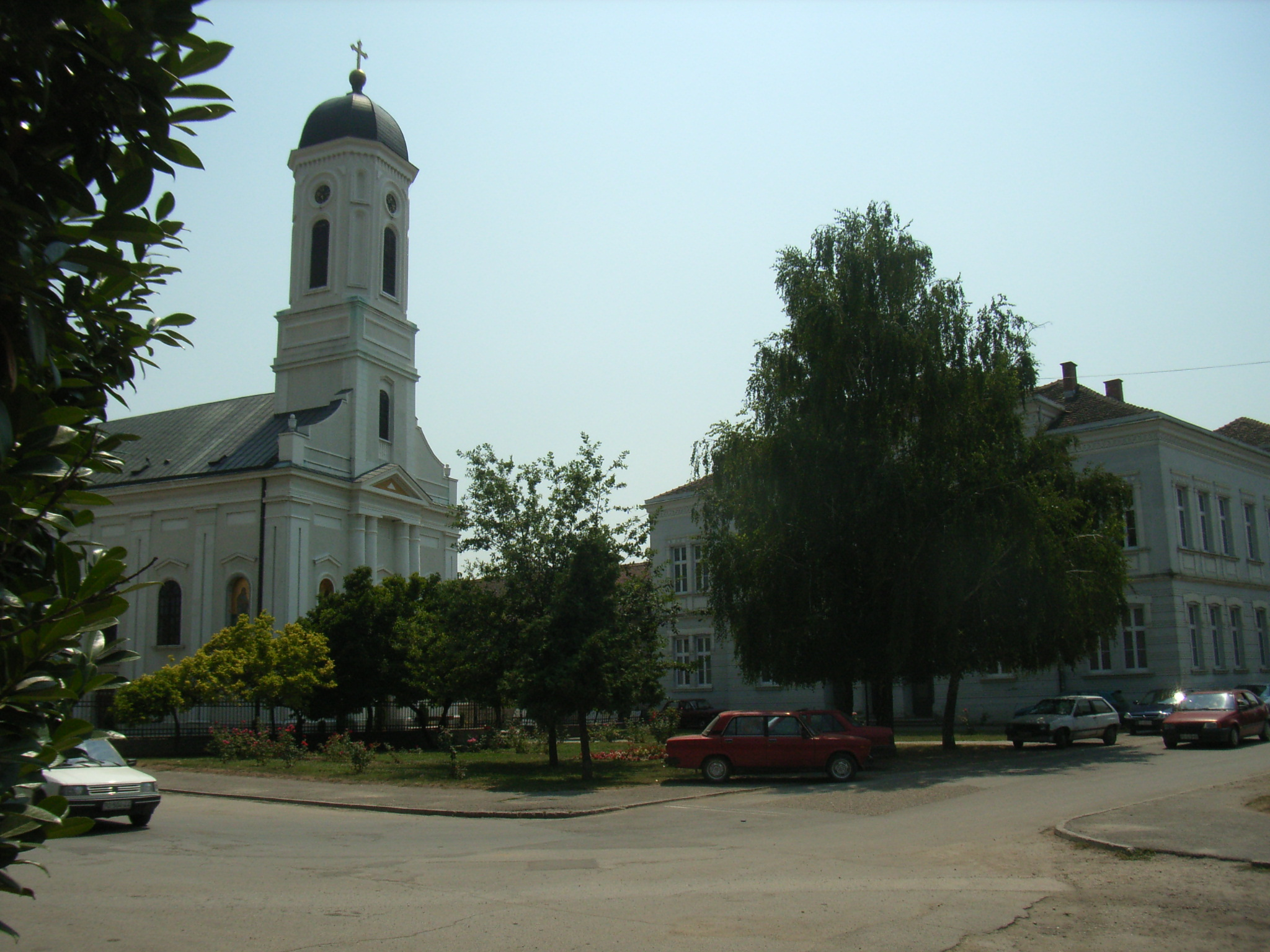

大格拉迪什泰是塞爾維亞的城鎮，由布蘭尼切夫州負責管轄，位於該國東北部多瑙河右岸，面積344平方公里，海拔高度68米，受溫帶大陸性氣候影響，2011年人口5,868。

## 外部連結
- Veliko Gradište official site
- Official site of the NKPJ for Veliko Gradiste